# The Union (worstelteam)
The Union (vroeger U.P.Y.O.U.R.S.: Union of People You OUtta Respect, Son) was een stable van professioneel worstelaars dat actief was in de World Wrestling Federation (WWF). Het team bestond uit Mankind (leider) en voormalige The Corporation leden Ken Shamrock, The Big Show en Test.